# Лаомедонт
Лаомедонт (Лаомедон; др.-греч. Λᾱομέδων) — в древнегреческой мифологии царь города Трои. Сын Ила и Евридики (или Ила и Левкиппы), внук Троя. Жена Стримо; либо Плакия; либо Левкиппа; а также нимфа Калиба. Дети: Тифон, Ламп, Клитий, Гикетаон, Подарк (Приам), Гесиона, Килла и Астиоха.
Согласно Лесху, является также отцом Ганимеда, за похищение которого получил выкуп от Зевса в виде великолепных коней.
По воле Зевса у него в рабстве оказались Посейдон и Аполлон, наказанные за поддержку бунта Геры. Посейдон построил стену вокруг Трои, а Аполлон пас царских овец (либо Посейдон и Аполлон вместе выстроили стены Трои). Лаомедонт обещал принести им в жертву весь скот, уродившийся за год (либо приплод кобылиц).
Лаомедонт не сдержал своего обещания после постройки стен Трои.
По истолкованию, Лаомедонт украл деньги из храма Аполлона и Посейдона и потратил их на возведение стены.
Аполлон потребовал приносить в жертву девушек, а Посейдон наслал на город чудовище, пожиравшее людей. Для избавления города от напасти ему в жертву должна быть принесена дочь Лаомедонта Гесиона.
Но дочь Лаомедонта Гесиону спас Геракл, убив чудовище.
Лаомедонт обманул Геракла, отказавшись заплатить ему за спасение дочери (он обещал ему Гесиону и коней; по Гомеру, только коней).
В отместку Геракл захватил Трою, убив Лаомедонта и всех его сыновей из лука, пощадив только Подарка (Приама). По Диодору, Геракл прибыл под Трою с 18 кораблями (по Гомеру, с 6).

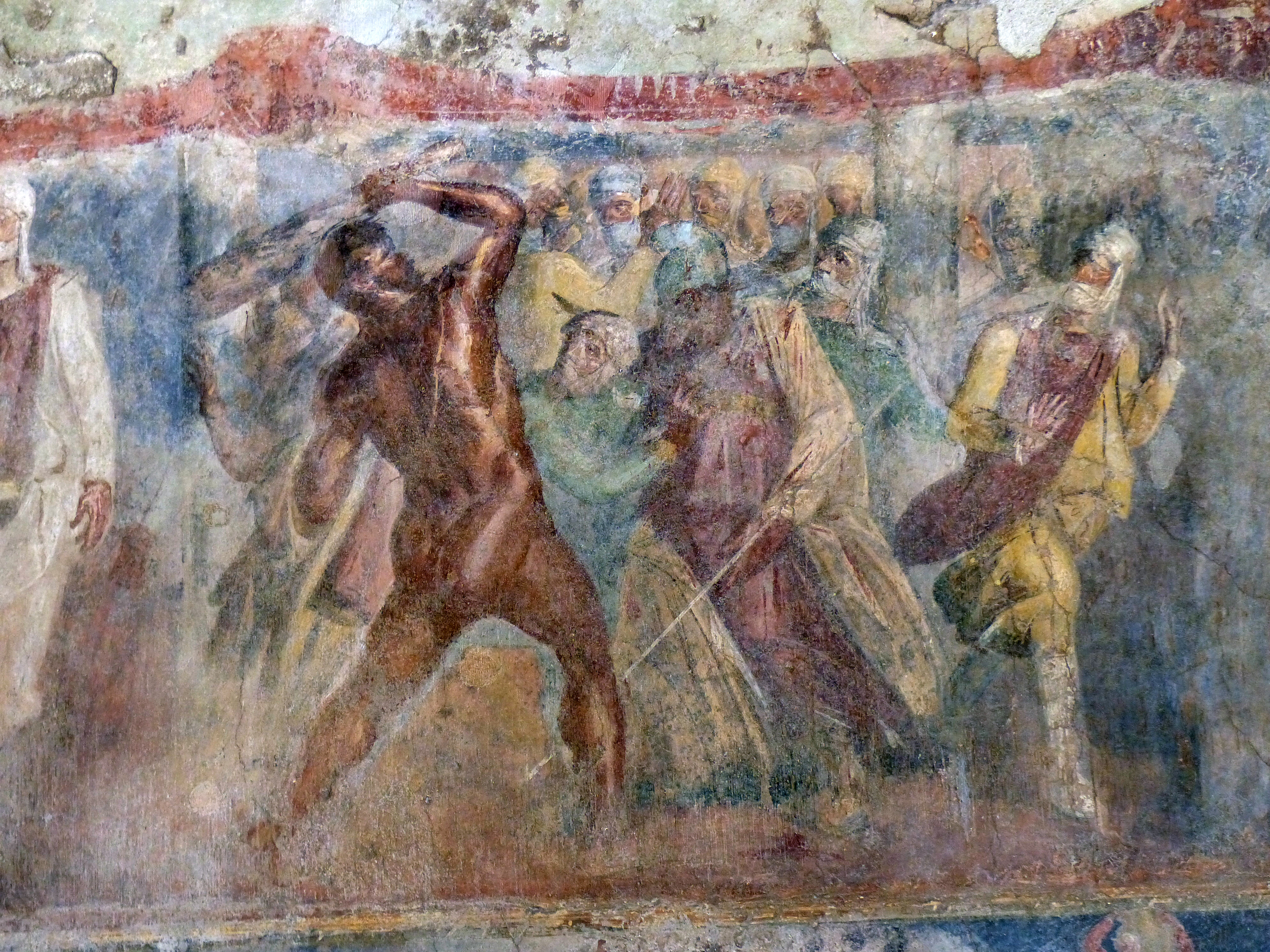
Геракл убивает Лаомедонта, деталь античной фрески из Помпей

У Псевдо-Аполлодора Приам стоит последним в списке сыновей Лаомедонта, что позволяет предположить, что он был младшим. Однако в III песне «Илиады» персонажи с именами сыновей Лаомедонта: Ламп, Клитий, Гикетаон — выступают как современники Приама, таким образом, Приам как царь и наследник Лаомедонта оказывается старшим сыном.